# Yang Zishan
Yang Zishan (Nanchino, 6 novembre 1986) è un'attrice cinese.

## Biografia
Nata a Nanchino nel 1986, Yang Zishan intraprende la carriera di attrice nel 2005, tra i suoi vari lavori sono presenti il film Tianliang zhiqian (2016) e alla serie televisiva Mo tian da lou (2020). Nel 2015 sposa l'attore e regista Matt Wu, che aveva conosciuto quattro anni prima a Taiwan.